# Шайдюк Віталій Вікторович
Віта́лій Ві́кторович Шайдю́к (нар. 20 грудня 1971, Попільня — пом. 2 лютого 2015, Рідкодуб) — майор Збройних сил України.

## Життєпис
Закінчив 1989 року попільнянську ЗОШ № 1, по тому — Нижньогородське вище військово-інженерне  командне училище. Місцем служби обрав Україну, яка щойно здобула суверенітет. Служив у військових частинах Бердичева, Берегова, Львова.
1997 року закінчив Київський військовий гуманітарний інститут Національної академії оборони України, протягом 6 років служив у Білій Церкві на посаді заступника командира в/ч по роботі з особовим складом. 2004 року звільнився з військової служби, працював на різних роботах.
Влітку 2014 року мобілізований, військовослужбовець роти матеріального забезпечення 25-го окремого мотопіхотного батальйону, заступник командира роти по роботі з особовим складом.
2 лютого 2015-го під час транспортування набоїв, паливних матеріалів та харчових продуктів спільна група 25-го ОМПб та 128-ї ОГПБр потрапила в оточення, в селі Рідкодуб БТР військових було підірвано із засідки. Вояки прийняли бій, у якому загинули старший солдат Сергій Гуріч, майор Віталій Шайдюк, старшина Андрій Сабадаш, старший солдат Денис Гултур, солдат Сергій Макаренко зазнав контузії.
Без Віталія лишилися батьки-пенсіонери, сестра, дружина та донька.
Похований 28 лютого 2015-го у Попільні.

## Нагороди та вшанування
За особисту мужність і героїзм, виявлені у захисті державного суверенітету та територіальної цілісності України, вірність військовій присязі під час російсько-української війни, відзначений — нагороджений
- Указом Президента України № 553/2015 від 22 вересня 2015 року — Богдана Хмельницького III ступеня (посмертно)[1]
- у Попільні вулицю та провулок 1 Травня перейменовано на вулицю Героя України Віталія Шайдюка
- 26 травня 2015 року на фасаді Попільнянської гімназії відкрито пам'ятну дошку Віталію Шайдюку.